# Le Oreadi
Le Oreadi (Les Oréades) è un dipinto a olio su tela di William-Adolphe Bouguereau, realizzato nel 1902. Dal 2010 l'opera è esposta al museo d'Orsay di Parigi, dopo che venne donata dai discendenti dell'artista.

## Descrizione
Questo dipinto neoclassico a tema mitologico è l'ultimo grande capolavoro di Bouguereau. Nel quadro sono presenti molte figure femminili nude, le Oreadi, una caratteristica tipica dell'opera del Bouguereau. Nella mitologia greca, queste creature sono guidate da Artemide, la dea della Luna e della caccia, che preferisce stare nei versanti dei monti; per questo le Oreadi le fanno compagnia. Queste ninfe sono delle creature vivaci che vanno a caccia di animali selvatici, come i cinghiali e gli uccelli, armate di frecce. Sotto la guida di Artemide, le Oreadi si allineano dietro di lei in una forma luminosa: il dipinto le raffigura proprio mentre salgono verso il cielo sotto gli occhi stupiti di tre satiri lungo le rive di un fiume.
Secondo il catalogo del Salone di Parigi del 1902, scritto da Ferdinand Humbert, "le tenebre si dissipano e appare radiosa l'aurora che tinge di rosa la cima dei monti". Le ninfe "lasciano la terra" e "fanno ritorno ai loro regni e alle regioni eteree abitate dagli dèi".
In questo quadro, William-Adolphe Bouguereau dimostra il suo interesse profondo verso le sue opere tradizionali e accademiche in un vero inno alla "gioventù del tempo". Un'altra delle sue opere, L'assalto, venne dipinta nello stesso stile de Le Oreadi, così da mostrare l'espressione naturale del corpo umano e le sue pose. Le figure mitologiche di questa tela mostrano il lato erotico dell'opera di Bouguereau, una fantasia dei satiri che osservano le ninfe che si levano in aria. Gli esperti rimasero esterrefatti da quest'opera e la definirono un capolavoro. L'opera è una delle ultime che furono dipinte dall'artista della Roccella (assieme alla Giovane sacerdotessa) e segna anche la fine simbolica dell'accademismo al Salone parigino.